# 淄博市体育中心
淄博市体育中心（しはくしたいいくちゅうしん、簡体字中国語: 淄博市体育中心、英: Zibo Sports Centre）は、中華人民共和国の山東省淄博市にある多目的スタジアムである。

## 概要
2009年に建設された。収容人数は45,000人、総敷地面積は310,580平方メートル。主にサッカーの試合に用いられる。陸上トラックとサッカーコートを有する体育中心体育場の他、室内競技全般に利用可能な総合体育館、飛び込み台を有する屋内プールなどを完備する。
2010年にはAFC U-19選手権2010の会場となった。

## 交通アクセス
中国国鉄の淄博駅よりタクシーで約5分。